# Monteacuto
Montacuto és una regió històrica de Sardenya nord-oriental que aplega municipis de la província de Sàsser, que són separades pel riu Coghinas. Limita amb les regions sardes d'Anglona, Gal·lura, Meilogu, Goceano, Tataresu i Baronia. Comprèn la vall sud del Limbara i l'altiplà del Buddusò. Històricament formà part del Jutjat de Gallura. Lingüísticament es parla logudorès, encara que a l'altiplà del Buddusò es parla una varietat del nuorès.